# Byford
Byford is een plaats in de regio Peel in West-Australië. Het ligt 38 kilometer ten zuidoosten van Perth en 8 kilometer ten noordoosten van Mundijong. In 2021 telde Byford 18.878 inwoners. Byford werd in 1906 gesticht als Beenup maar werd vanaf 1920 Byford genoemd.

## Geschiedenis
Er is weinig geschreven over de aanwezigheid van de Aborigines in de streek maar er zijn op verschillende plaatsen materiële sporen van de oorspronkelijke bewoners gevonden. In de jaren 1840 namen Europese kolonisten, waaronder Lazenby, Mead en Liddelow, grond in gebruik in de heuvels aan de rand van een aan Thomas Peel toegekend grondgebied. Mead was een bedrijvige landbouwer met talloze landeigendommen in East Rockingham en in de heuvels tussen de rivier Serpentine en Wongong Brook (een beek). Het district had een volledig landelijke bevolking tot het begin van de 20e eeuw.
De bouw van de South Western Railway bereikte het district in 1892. Er kwam een stopplaats genaamd Beenup Siding nabij het huidige Byford, genoemd naar de Beenyup beek. Beenup was een verbastering van het Aborigineswoord "Bienyup" dat reeds in 1848 door de landmeter Robert Austin werd gebruikt voor de plaats tijdens een expeditie in de regio.
Steenbakkerijen droegen veel bij aan de ontwikkeling van Byford. Reeds in de jaren 1850 hadden de kolonisten de aanwezigheid van klei opgemerkt in Cardup. Maar het was pas rond de 20e eeuwwisseling dat er bij Cardup een steenbakkerij werd opgestart. John Milliard, een voormalig manager van de Bunning Bros steenbakkerij in East Perth, richtte in 1903 The Cardup Steam Pressed Brick Company op. Twee jaar later stapte hij in een partnerschap met de in de West-Australische bedrijfswereld opkomende gigant Atkins and Law. De steenbakkerij werd een van West-Australië's leidende producenten van bakstenen.
In 1913 werd een tweede steenbakkerij opgericht in Beenup, ten noorden van Cardup. Deze was een overheidsinitiatief om de kosten voor de woningen van de arbeiders te drukken. Net als de steenbakkerijen in Cardup en Armadale maakte ook deze steenbakkerij gebruik van de kleiafzettingen uit de heuvelrug om hoogkwalitatieve bakstenen te produceren. De afgewerkte producten werden over het spoor naar de eindverbruikers vervoerd. De steenbakkerij van de overheid in Byford sloot de deuren in 1964. Onder meer doordat de activiteiten van de onderneming overschaduwd werden door een nieuwe steenbakkerij in Armadale. De steenbakkerij in Cardup beëindigde de activiteiten in 2012. Veel infrastructuur bleef aanwezig.
Kort nadat de steenbakkerij in Beenup was opgericht begon de lokale landeigenaar C.C. Blythe (van het Blythewood Park Estate) met het plannen van een nieuw dorpsdeel langs de oostkant van de spoorweg op een geschikte afstand van de steenbakkerij en de autoweg. Het nieuwe dorpsdeel had een opvallende vierkante plattegrond met in het centrum twee concentrische cirkels, lange diagonale wegen en korte loodrechte wegen. Blythe gaf het nieuwe dorpsdeel een gemeenschapszaal. Dat dorpsdeel is nu het meest ontwikkelde deel van Byford. De nieuwe naam, Byford, werd in 1919 door de inwoners gekozen en het daaropvolgende jaar officieel gepubliceerd in de Government Gazette (cfr. staatsblad). Een Anglicaanse Kerk, een presbyteriaanse kerk en een staatsschool waren de eerste publieke gebouwen in Byford.

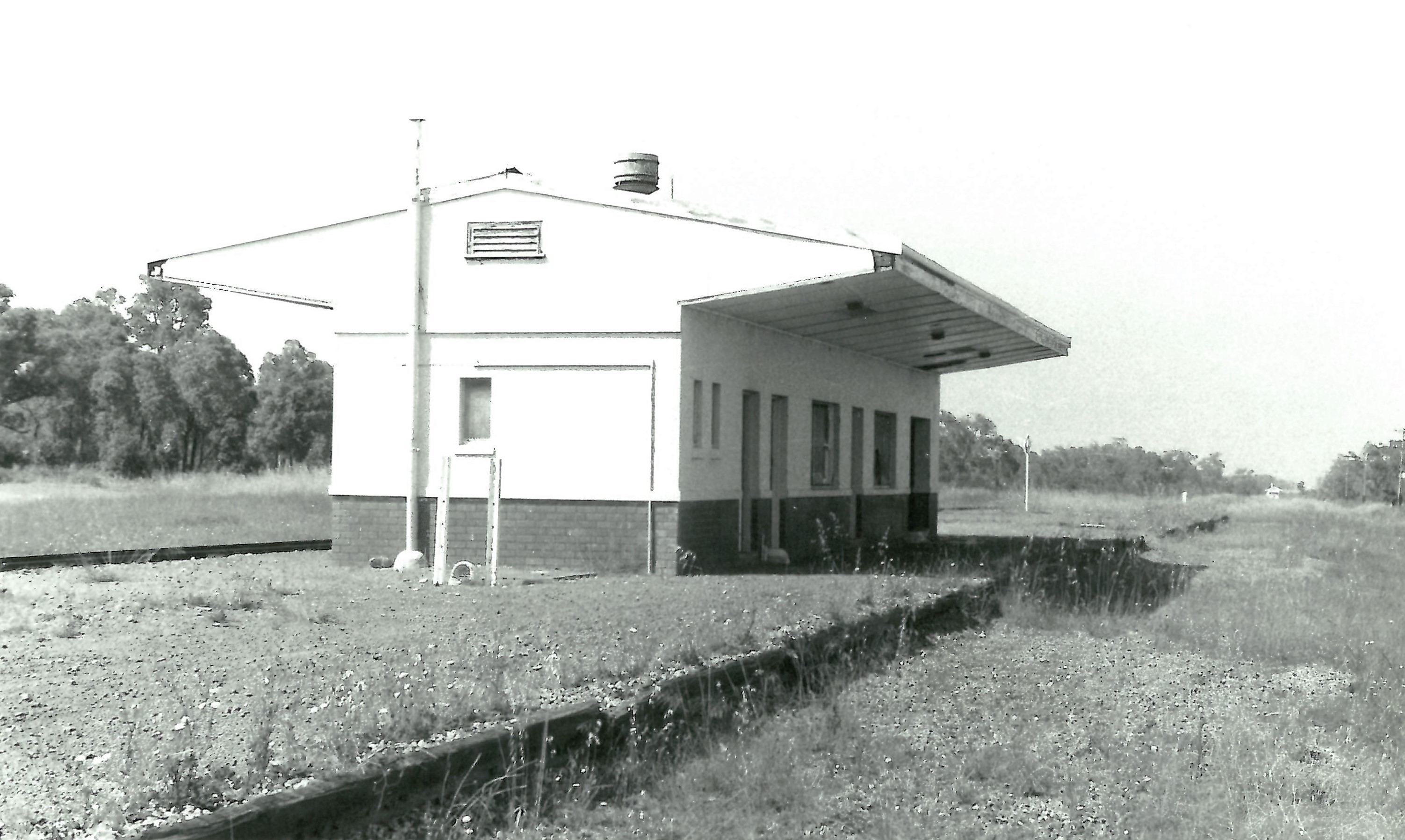
Station voor afbraak 1987

Het oorspronkelijke dorpsdeel uit 1906 (Beenup) lag zuidwestelijk van het kruispunt van de Soldiers Road met de Mead Street. Het ziet ernaar uit dat er weinig of geen huizen gebouwd werden tot ver in de 20e eeuw. Er was echter ook een zone voor recreatie voorzien in Beenup en die bestemming heeft het tegenwoordig nog steeds.
De werkgelegenheid in de verschillende steenbakkerijen en een nieuwe munitiefabriek in 1942 zorgden ervoor dat Byford groeide. Het dorp leverde ook diensten aan de werknemers uit de houtzagerijen in de omtrek en aan de landbouwgemeenschap uit de streek. In 1957 kwam er een nieuw station. Het werd in 1990 afgebroken. Het huidige station van Byford ligt er net ten zuiden van. Tweemaal daags komt de Australind langs die tussen Bunbury en Perth rijdt.
In 1977 werd Byford ondergebracht bij de LGA (lokaal bestuursgebied) Shire of Serpentine-Jarrahdale in plaats van onder de Shire of Armadale-Kelmscott (nu de City of Armadale). De wapenfabriek werd gesloten in 1981 en verhuisde naar Garden Island. Rond 2000 was de site klaar voor de ontwikkeling van "Byford on the Scarp".

## 21e eeuw
De steenbakkerij in Cardup werd in 2018 terug opgestart. Austral Bricks investeerde er 26 miljoen AUD in.
Er zijn plannen van Metronet om de Armadale Line met 8 kilometer te verlengen tot in Byford.
In 2021 werd de bibliotheek van het lokale bestuursgebied van Mundijong naar Byford verhuisd.